# Okamuraea hakoniensis
Okamuraea hakoniensis är en bladmossart som beskrevs av Brotherus 1908. Okamuraea hakoniensis ingår i släktet Okamuraea och familjen Leucodontaceae. Inga underarter finns listade i Catalogue of Life.